# Championnat International de France Professionnel
Das Championnat International de France Professionnel (deutsch Internationale französische Meisterschaft der Profis, englisch French Pro Championships) war ein Herren-Tennisturnier, das von 1930 bis 1968 in Paris ausgetragen wurde.

## Geschichte
Vor dem Hintergrund, dass die International Lawn Tennis Federation (ILTF) nur noch Amateurspieler an ihren Turnieren teilnehmen ließ, entwickelten sich mehrere Turniere für professionelle Tennisspieler. Die German Pro Championships gab es bereits seit 1911. 1927 wurden die ersten US Pro Championships in den USA ausgetragen, darauf folgten 1930 in Paris das Championnat International de France Professionnel. Diese bildeten zusammen mit den London Indoor Pro Championships die wichtigsten Turniere im Profibereich. Der Bristol Cup, der bereits 1920 in Cannes veranstaltet wurde, wird als Beginn der französischen Profi-Turniere angesehen und stand 1925 in Konkurrenz zu einer ähnlichen Veranstaltung in Deauville.
Die Turniere in Paris wurden meist im Stade Roland Garros auf Sand ausgetragen, lediglich von 1963 bis 1967 wechselte man ins Stade Pierre de Coubertin in die Halle. Als die ITF 1968 damit begann, auch Profispieler zu ihren Turnieren zuzulassen (Open Era), wurde das Turnier eingestellt.

## Sieger
| Jahr                   | Sieger          | Finalgegner     | Ergebnis                |
| ---------------------- | --------------- | --------------- | ----------------------- |
| 1930                   | Karel Koželuh   | Albert Burke    | 6:1, 6:2, 6:1           |
| 1931                   | Martin Plaa     | Robert Ramillon | 6:3, 6:1, 3:6, 6:2      |
| 1932                   | Robert Ramillon | Martin Plaa     | 6:4, 3:6, 8:6, 6:4      |
| 1933                   | Bill Tilden     | Henri Cochet    | 6:2, 6:4, 6:2           |
| 1934                   | Bill Tilden     | Martin Plaa     | 6:2, 6:4, 7:5           |
| 1935                   | Ellsworth Vines | Hans Nüsslein   | 10:8, 6:4, 3:6, 6:1     |
| 1936                   | Henri Cochet    | Robert Ramillon | 6:3, 6:1, 6:1           |
| 1937                   | Hans Nüsslein   | Henri Cochet    | 6:2, 8:6, 6:3           |
| 1938                   | Hans Nüsslein   | Bill Tilden     | 6:0, 6:1, 6:2           |
| 1939                   | Don Budge       | Ellsworth Vines | 6:2, 7:5, 6:3           |
| 1940–1952: ausgefallen |                 |                 |                         |
| 1953                   | Frank Sedgman   | Pancho Gonzales | 6:1, 6:3                |
| 1954–1955: ausgefallen |                 |                 |                         |
| 1956                   | Tony Trabert    | Pancho Gonzales | 6:3, 4:6, 5:7, 8:6, 6:2 |
| 1957: ausgefallen      |                 |                 |                         |
| 1958                   | Ken Rosewall    | Lew Hoad        | 3:6, 6:2, 6:4, 6:0      |
| 1959                   | Tony Trabert    | Frank Sedgman   | 6:4, 6:4, 6:4           |
| 1960                   | Ken Rosewall    | Lew Hoad        | 6:2, 2:6, 6:2, 6:1      |
| 1961                   | Ken Rosewall    | Pancho Gonzales | 2:6, 6:4, 6:3, 8:6      |
| 1962                   | Ken Rosewall    | Andrés Gimeno   | 3:6, 6:2, 7:5, 6:2      |
| 1963                   | Ken Rosewall    | Rod Laver       | 6:8, 6:4, 5:7, 6:3, 6:4 |
| 1964                   | Ken Rosewall    | Rod Laver       | 6:3, 7:5, 3:6, 6:3      |
| 1965                   | Ken Rosewall    | Rod Laver       | 6:3, 6:2, 6:4           |
| 1966                   | Ken Rosewall    | Rod Laver       | 6:3, 6:2, 14:12         |
| 1967                   | Rod Laver       | Andrés Gimeno   | 6:4, 8:6, 4:6, 6:2      |
| 1968                   | Rod Laver       | John Newcombe   | 6:2, 6:2, 6:3           |

## Quelle
- Collins, B.: History of Tennis. 2. Auflage. New Chapter Press, New York 2010. ISBN 978-0-942257-70-0. S. 754